# Gypona fuscinervis
Gypona fuscinervis är en insektsart som beskrevs av Carl Stål 1864. Gypona fuscinervis ingår i släktet Gypona och familjen dvärgstritar. Inga underarter finns listade i Catalogue of Life.